# عادل الشناوي
عادل الشناوي فنان مصري من جيل الستينات الميلادي لديه أكثر من (160) عملا من مسلسلات وافلام وسهرات وفوازير.

## السيرة الذاتية
" عادل الشناوى " ممثل مصرى بدأ نشاطه الفنى في نهاية الستينيات بدور صغير في فيلم"هي والشياطين" عام 1969 واستمر بالعمل بأفلام السينما ومسلسلات التليفزيون يؤدى أدوارا ثانوية حتى مطلع الألفية الثانية ومن أفلامه " الحسناء واللص "عام 1971 و "الزواجم 1971 و "الزواج السعيد"1974 و "جواز على الهوا"1976 و "اعتداء"1982 و " خميس يغزو القاهرة"1990 و "الرجل الأبيض المتوسط"2001.ومن المسلسلات التي عمل بها "الرجل الغامض"1971 و "الأيام"1979 و "رأفت الهجان"1987 و "طيور الشمس"2002.

## أعماله

### المسلسلات
- أبيض x أبيض (2003)
- وحلقت الطيور نحو الشرق (2002)
- أنظر حولك وابتسم (2002)
- طيور الشمس  (2002)
- أوقات خادعة (1999)
- حضرة المحترم (1999)
- أم كلثوم (1999)
- أمسك الخشب (1999)
- ألف ليلة وليلة: ذات الخال (1998)
- السيرة العاشورية: الحرافيش (ج1) (1998)
- وبقيت الذكريات (1998)
- ومنين أجيب ناس (1998)
- الجانب الآخر (1998)
- رد قلبي (1998)
- هوانم جاردن سيتي (ج1) (1997)
- وجاري البحث عن شحته (1997)
- السيرة الهلالية (ج1) (1997)
- عباسية واحد
*  (1997)
- القضاء في الإسلام (ج7) (1997)
- أبناء دهشان (1997)
- الأبطال (ج1) (1996)
- الزيني بركات (1995)
- الفرسان (1995)
- عمر بن عبدالعزيز (1994)
- عفوًا أيتها الأم (1994)
- القضاء في الإسلام (ج4) (1993)
- الوعد الحق (1993)
- بنت بطوطة (1993)
- القضاء في الإسلام (ج3) (1991)
- ألف ليلة وليلة(1991)
- اللعبة المجنونة (1991)
- مذكرات زوج (1990)
- عائلة الأستاذ شلش (1990)
- ألف ليلة وليلة: حمال الأسية (1990)
- بدًا لم يكن حبًا (1990)
- مغامرات زكي الناصح (1990)
- القضاء في الإسلام (ج2) (1989)
- (نقل مخ (مسلسل)|نقل مخ]] (1989)
- الكهف و الوهم والحب (1989)
- رقيب لا ينام (1988)
- مولود في الوقت الضائع (1988)
- رأفت الهجان (ج1) (1988)
- القضاء في الإسلام (ج1)
- الطاحونة (ج2) (1986)
- الأفيال (1986)
- أزواج لكن غرباء (1986)
- الذئب الأزرق (1986)
- زهور من نور (1986)
- صح النوم (1985)
- رسول الإنسانية (1985)
- زهرة من بستان (1985)
- أجمل الزهور (1984)
- البركان (1984)
- سيدة الفندق (1984)
- نور الإسلام (1983)
- الصياد والحب (1983)
- اعتداء (1982)
- البرئ (1981)
- الإمام مالك (1980)
- الأيام (1979)
- أحلام الفتى الطائر (1987)
- الهاربان (1976)
- الرجل الغامض (1971)
- أبدا لن أموت (1969)
- الضيف الغريب
- الإمام محمد عبده
- حدوتة ورا حدوتة
- أقوى من الطوفان
- رفع الستار
- الأنصار
- الليل والبراري
- رحلة المعرفة
- بلاد السعادة
- كانوا في طفولتهم
- الرقم المجهول
- بعد العاصفة
- يعيش ياميش
- شقة بدون سقف
- أمينة
- فواكه الشعراء
- مهلا أيها العمر
- نادي الاصدقاء
- امير الشعراء احمد شوقي
- امرأة في دوامة
- من قصص القرآن
- من قصص القرآن في الطير والحيوان (مسلسل) من قصص القرآن في الطير والحيوان
- مدينة العباقرة

### الافلام
- الرجل الأبيض المتوسط (2001)
- أولاد ضرغام( 1993)
- خميس يغزو القاهرة (1990)
- الدنيا جرى فيها إيه (1988)
- البرىء والمشنقة (1986)
- القطط السمان (1978)
- حرامي الحب (1977)
- وداعاً إلى الأبد (1976)
- جواز على الهوا (1976)
- الحياة نغم (1976)
- عودة الابن الضال (1976)
- بيت بلا حنان (1976)
- البحث عن المتاعب 1975)
- ألو أنا القطة (1975)
- مجانين بالوراثة (1975)
- الرداء الأبيض (1975)
- الكداب (1975)
- الزواج السعيد (1974)
- آنسات وسيدات (1974)
- البنات والمرسيدس(1973)
- لمرأة التي غلبت الشيطان (1973(
- ملوك الشر (1972)
- موعد مع الحبيب (1971)
- الحسناء واللص (1971)
- صراع المحترفين (1969)
- هى والشياطين ( 1969)
- شنطة حمزة (1967)
- أقوى من الطوفان
- وبقي شيء
- شرخ في جدار العائلة (قرار في ضوء البرق)

### سهرة تلفزيونية
- شق الثعبان  (2002)
- تعيش زفتى حرة (1998)
- مهما طال الزمن (1995)
- أحلام الوحوش (1985)
- ساعة بعمر انسان
- بحر الأحلام (سهرة تلفزيونية) بحر الأحلام
- طلقة رصاص
- البريء والصورة
- قلوب صغيرة على الطريق
- زوجته الثانية
- الحاجة
- مع ايقاف التنفيذ
- وتبقى حبيبي

### الفوازير
- عمو فؤاد .. رئيس تحرير (1997)
- عودة عمو فؤاد (1989)
- عمو فؤاد .. رئيس تحرير (1987)
- جدو عبده زارع أرضه (1987)
- كلمة x غنوة